# ابوالفضل عکاشه
ابوالفضل عکاشه (زاده ۱۸ اسفند ۱۳۷۷ در بروجن) بازیکن فوتبال اهل ایران است.
وی در تیر ۱۳۹۸ و بعد از عملکرد خوب در لیگ یک مورد توجه امیر قلعه‌نویی قرار گرفت و و با قراردادی سه ساله به سپاهان پیوست؛ و در نیمفصل همان سال به صورت قرضی راهی آلومینیوم اراک شد.
عکاشه در تاریخ ۲۶ مرداد ۱۳۹۹ و در هفته آخر جام آزادگان موفق شد گل صعود آلومینیوم اراک به لیگ برتر را در مقابل داماش گیلان به ثمر برساند؛ تا شهر اراک برای نخستین بار در تاریخ صاحب نماینده در لیگ برتر فوتبال ایران شود.
وی در تاریخ ۳۱ شهریور ۱۳۹۹ نخستین دیدار رسمی خود را برای سپاهان در لیگ قهرمانان آسیا مقابل العین امارات انجام داد.